# Cetrorelix
Cetrorelix, ein Dekapeptid, ist ein Arzneistoff aus der Gruppe der GnRH-Antagonisten.

## Pharmakologie
Cetrorelix besitzt die Eigenschaft, die LH- und Sexualsteroidsekretion zu hemmen. In Studien mit Patienten, die an fortgeschrittenem Prostatakarzinom, gutartiger Prostatahyperplasie und Eierstockkrebs leiden, konnte sich der Wirkstoff bereits unter Beweis stellen.
In einer Studie wurde die Wirksamkeit von Cetrorelix bei der medizinischen Behandlung von Uterusleiomyomen untersucht. Cetrorelix wurde 18 prämenopausalen Frauen mit Myomen und einem Durchschnittsalter von 33,3 Jahren verabreicht, die für eine Hysterektomie in Frage gekommen waren. Bei drei Patientinnen war eine vollständige Hysterektomie erforderlich. Bei 15 Patientinnen, bei denen keine vollständige Hysterektomie durchgeführt wurde, kehrte die Menstruationsfunktion 1 Monat nach Behandlungsende zurück. Die Gesamtergebnisse sprechen für den Einsatz von Cetrorelix zur Behandlung von Gebärmutter-Leiomyomen.
In einer weiteren Studie wurde untersucht, ob die Verabreichung von Cetrorelix vor der Verabreichung steigender Dosen von Cyclophosphamid die Anzahl der überlebenden Primordialfollikel im Mäuse-Ovar beeinflusst. Die Verabreichung von Cetrorelix an Mäuse verringerte signifikant das Ausmaß der durch das Chemotherapeutikum Cyclophosphamid induzierten Eierstockschädigung. Die Ergebnisse dieser Studie deuten möglicherweise auf eine ähnliche positive Wirkung bei Frauen hin, die sich einer Chemotherapie unterziehen und zeigen mögliche Wege für den Schutz der Eierstöcke durch GnRH-Agonisten auf.

## Handelsnamen
Cetrotide (D, F, GB, I, J, USA)